# Emilio Campra
Emilio Campra Bonillo (Almería, 14 de abril de 1922 − ibídem, 22 de noviembre de 2014) fue un atleta, educador y entrenador de atletismo español.

## Trayectoria
Emilio Campra comenzó su carrera deportiva finalizada la Guerra Civil, de manera autodidacta. En 1943, a los veintiún años, ganó el campeonato de España, batiendo el récord nacional de 600 m lisos. Durante los años 1940, fue campeón nacional universitario de los 400 metros lisos y consiguió batir asimismo el récord nacional de los 800 m.
Formó parte de la selección española de atletismo en competición internacional con Portugal y en los Juegos Mundiales de la Juventud celebrados en Milán.
En 1951 se creó la Escuela Nacional de Entrenadores, con el italiano Giovanni Battista Mova al frente. Al año siguiente, 1952, la Escuela impartió sus cursos en Almería, consiguiendo Emilio Campra la nota más alta y acceder al puesto de auxiliar en las especialidades de carrera, vallas, marcha, salidas, relevos y lanzamientos.
Impartió además clases en la Escuela Central de Educación Física Militar de Toledo. Bajo su tutela se han formado atletas como Francisco Campra Bonillo o Antonio Fernández Ortiz.
Dirigió a la selección nacional de atletismo en diferentes eventos internacionales y dejó a la teoría del atletismo una Metodología práctica de las técnicas atléticas, manual básico para muchos deportistas profesionales en su entrenamiento y desarrollo físico. Fue asimismo creador de una técnica de lanzamiento de peso conocida como estilo Campra.
Falleció en Almería el 22 de noviembre de 2014 por causas naturales.

## Honores
En Almería hay un estadio de rugby con pista de atletismo que porta su nombre.